# Liste der italienischen Abgeordneten zum EU-Parlament (1979–1984)
Die Liste der italienischen Abgeordneten zum EU-Parlament (1979–1984) listet alle italienischen Mitglieder des 1. Europäischen Parlaments nach der Europawahl in Italien 1979.

## Mandatsstärke der Parteien
- KOM: 24
- SOC: 13
- LD: 5
- NI: 4
- CDI: 5
- EVP: 30

| Nationale Partei                               | Mandate            | Fraktion                                         |
| ---------------------------------------------- | ------------------ | ------------------------------------------------ |
| Democrazia Cristiana (DC)                      | 29                 | Fraktion der Europäischen Volkspartei (EVP)      |
| Südtiroler Volkspartei (SVP)                   | 01                 | Fraktion der Europäischen Volkspartei (EVP)      |
| Partito Comunista Italiano (PCI)               | 19                 | Fraktion der Kommunisten und Nahestehenden (KOM) |
| Parteilose Abgeordnete (Unabh.)                | 05                 | Fraktion der Kommunisten und Nahestehenden (KOM) |
| Partito Socialista Italiano (PSI)              | 09                 | Sozialdemokratische Fraktion (SOC)               |
| Partito Socialista Democratico Italiano (PSDI) | 04                 | Sozialdemokratische Fraktion (SOC)               |
| Partito Radicale (PR)                          | 01 (ab 17.02.1982) | Sozialdemokratische Fraktion (SOC)               |
| Partito Liberale Italiano (PLI)                | 03                 | Liberale und Demokratische Fraktion (LD)         |
| Partito Repubblicano Italiano (PRI)            | 02                 | Liberale und Demokratische Fraktion (LD)         |
| Partito Radicale (PR)                          | 03                 | Technische Fraktion der Unabhängigen (CDI)       |
| Partito Radicale (PR)                          | 02 (ab 17.02.1982) | Technische Fraktion der Unabhängigen (CDI)       |
| Democrazia Proletaria (DP)                     | 01                 | Technische Fraktion der Unabhängigen (CDI)       |
| Partito di Unità Proletaria (PdUP)             | 01                 | Technische Fraktion der Unabhängigen (CDI)       |
| Movimento Sociale Italiano (MSI)               | 04                 | Fraktionslose Abgeordnete (NI)                   |
| Gesamt                                         | 81                 |                                                  |

## Abgeordnete
| Bild | MEP                                | von                | bis                | Partei | Fraktion | Anmerkungen                                                             |
| ---- | ---------------------------------- | ------------------ | ------------------ | ------ | -------- | ----------------------------------------------------------------------- |
|      | Pietro Adonnino                    | 17. Juli 1979      | 23. Juli 1984      | DC     | EVP      |                                                                         |
|      | Susanna Agnelli                    | 17. Juli 1979      | 19. Oktober 1981   | PRI    | LD       | Nachrücker: Jas Gawronski                                               |
|      | Giorgio Almirante                  | 17. Juli 1979      | 23. Juli 1984      | MSI    | NI       |                                                                         |
|      | Giorgio Amendola                   | 17. Juli 1979      | 24. Juni 1980      | PCI    | KOM      | Nachrücker: Giuseppe Vitale                                             |
|      | Dario Antoniozzi                   | 17. Juli 1979      | 23. Juli 1984      | DC     | EVP      |                                                                         |
|      | Gaetano Arfé                       | 17. Juli 1979      | 23. Juli 1984      | PSI    | SOC      |                                                                         |
|      | Maria Fabrizia Baduel Glorioso     | 17. Juli 1979      | 23. Juli 1984      | Unabh. | KOM      | Über die Liste der PCI gewählt                                          |
|      | Giovanni Barbagli                  | 17. Juli 1979      | 23. Juli 1984      | DC     | EVP      |                                                                         |
|      | Carla Barbarella                   | 17. Juli 1979      | 23. Juli 1984      | PCI    | KOM      |                                                                         |
|      | Paolo Barbi                        | 17. Juli 1979      | 23. Juli 1984      | DC     | EVP      |                                                                         |
|      | Enrico Berlinguer                  | 17. Juli 1979      | 23. Juli 1984      | PCI    | KOM      |                                                                         |
|      | Giovanni Bersani                   | 17. Juli 1979      | 23. Juli 1984      | DC     | EVP      |                                                                         |
|      | Vincenzo Bettiza                   | 17. Juli 1979      | 23. Juli 1984      | PLI    | LD       |                                                                         |
|      | Aldo Bonaccini                     | 17. Juli 1979      | 23. Juli 1984      | PCI    | KOM      |                                                                         |
|      | Emma Bonino                        | 17. Juli 1979      | 23. Juli 1984      | PR     | CDI      |                                                                         |
|      | Antonino Buttafuoco                | 17. Juli 1979      | 23. Juli 1984      | MSI    | NI       |                                                                         |
|      | Mario Capanna                      | 17. Juli 1979      | 23. Juli 1984      | DP     | CDI      |                                                                         |
|      | Umberto Cardia                     | 17. Juli 1979      | 23. Juli 1984      | PCI    | KOM      |                                                                         |
|      | Tullia Carettoni Romagnoli         | 17. Juli 1979      | 23. Juli 1984      | Unabh. | KOM      | Über die Liste der PCI gewählt                                          |
|      | Antonio Cariglia                   | 17. Juli 1979      | 23. Juli 1984      | PSDI   | SOC      |                                                                         |
|      | Angelo Carossino                   | 17. Juli 1979      | 23. Juli 1984      | PCI    | KOM      |                                                                         |
|      | Maria Luisa Cassanmagnago Cerretti | 17. Juli 1979      | 23. Juli 1984      | DC     | EVP      |                                                                         |
|      | Luciana Castellina                 | 17. Juli 1979      | 23. Juli 1984      | PdUP   | CDI      |                                                                         |
|      | Domenico Cecovini                  | 17. Juli 1979      | 23. Juli 1984      | PLI    | LD       |                                                                         |
|      | Domenico Ceravolo                  | 17. Juli 1979      | 23. Juli 1984      | PCI    | KOM      |                                                                         |
|      | Maria Lisa Cinciari Rodano         | 17. Juli 1979      | 23. Juli 1984      | PCI    | KOM      |                                                                         |
|      | Gaetano Cingari                    | 3. Oktober 1983    | 23. Juli 1984      | PSI    | SOC      | Nachgerückt für Giorgio Ruffolo                                         |
|      | Arnaldo Colleselli                 | 17. Juli 1979      | 23. Juli 1984      | DC     | EVP      |                                                                         |
|      | Emilio Colombo                     | 17. Juli 1979      | 16. April 1980     | DC     | EVP      | Nachrücker: Antonio del Duca                                            |
|      | Francesco Cosentino                | 16. Januar 1984    | 23. Juli 1984      | DC     | EVP      | Nachgerückt für Mario Sassano                                           |
|      | Roberto Costanzo                   | 17. Juli 1979      | 23. Juli 1984      | DC     | EVP      |                                                                         |
|      | Bettino Craxi                      | 17. Juli 1979      | 26. September 1983 | PSI    | SOC      | Nachrücker: Giorgio Strehler                                            |
|      | Joachim Dalsass                    | 17. Juli 1979      | 23. Juli 1984      | DC     | EVP      |                                                                         |
|      | Francescopaolo D’Angelosante       | 17. Juli 1979      | 23. Juli 1984      | PCI    | KOM      |                                                                         |
|      | Antonio Del Duca                   | 16. April 1980     | 23. Juli 1984      | DC     | EVP      | Nachgerückt für Emilio Colombo                                          |
|      | Pancrazio De Pasquale              | 17. Juli 1979      | 23. Juli 1984      | PCI    | KOM      |                                                                         |
|      | Alfredo Diana                      | 17. Juli 1979      | 23. Juli 1984      | DC     | EVP      |                                                                         |
|      | Mario Di Bartolomei                | 23. September 1983 | 23. Juli 1984      | PRI    | LD       | Nachgerückt für Bruno Visentini                                         |
|      | Mario Didó                         | 17. Juli 1979      | 23. Juli 1984      | PSI    | SOC      |                                                                         |
|      | Renzo Eligio Filippi               | 17. Juli 1979      | 23. Juli 1984      | DC     | EVP      |                                                                         |
|      | Sergio Ercini                      | 9. September 1982  | 23. Juli 1984      | DC     | EVP      | Nachgerückt für Guido Gonella                                           |
|      | Guido Fanti                        | 17. Juli 1979      | 23. Juli 1984      | PCI    | KOM      |                                                                         |
|      | Bruno Ferrero                      | 17. Juli 1979      | 23. Juli 1984      | PCI    | KOM      |                                                                         |
|      | Mauro Ferri                        | 17. Juli 1979      | 23. Juli 1984      | PSDI   | SOC      |                                                                         |
|      | Paola Gaiotti de Biase             | 17. Juli 1979      | 23. Juli 1984      | DC     | EVP      |                                                                         |
|      | Carlo Alberto Galluzzi             | 17. Juli 1979      | 23. Juli 1984      | PCI    | KOM      |                                                                         |
|      | Vincenzo Gatto                     | 17. Juli 1979      | 23. Juli 1984      | PSI    | SOC      |                                                                         |
|      | Jas Gawronski                      | 19. Oktober 1981   | 23. Juli 1984      | PRI    | LD       | Nachgerückt für Susanna Agnelli                                         |
|      | Alberto Ghergo                     | 17. Juli 1979      | 23. Juli 1984      | DC     | EVP      |                                                                         |
|      | Giovanni Giavazzi                  | 17. Juli 1979      | 23. Juli 1984      | DC     | EVP      |                                                                         |
|      | Guido Gonella                      | 17. Juli 1979      | 9. September 1982  | DC     | EVP      | Nachrücker: Sergio Ercini                                               |
|      | Anselmo Gouthier                   | 17. Juli 1979      | 23. Juli 1984      | PCI    | KOM      |                                                                         |
|      | Leonilde Iotti                     | 17. Juli 1979      | 26. Juli 1979      | PCI    | KOM      | Nachrücker: Protogene Veronesi                                          |
|      | Felice Ippolito                    | 17. Juli 1979      | 23. Juli 1984      | Unabh. | KOM      | Über die Liste der PCI gewählt                                          |
|      | Silvio Lega                        | 17. Juli 1979      | 23. Juli 1984      | DC     | EVP      |                                                                         |
|      | Silvio Leonardi                    | 17. Juli 1979      | 23. Juli 1984      | PCI    | KOM      |                                                                         |
|      | Pietro Lezzi                       | 17. Juli 1979      | 23. Juli 1984      | PSI    | SOC      |                                                                         |
|      | Giosuè Ligios                      | 17. Juli 1979      | 23. Juli 1984      | DC     | EVP      |                                                                         |
|      | Salvatore Lima                     | 17. Juli 1979      | 23. Juli 1984      | DC     | EVP      |                                                                         |
|      | Luigi Macario                      | 17. Juli 1979      | 23. Juli 1984      | DC     | EVP      |                                                                         |
|      | Maria Antonietta Macciocchi        | 24. September 1979 | 23. Juli 1984      | PR     | CDISOC   | Nachgerückt für Leonardo Sciascia, Fraktionswechsel am 17. Februar 1982 |
|      | Angelo Narducci                    | 17. Juli 1979      | 10. Mai 1984       | DC     | EVP      | Nachrücker: keiner                                                      |
|      | Flavio Orlandi                     | 17. Juli 1979      | 23. Juli 1984      | PSDI   | SOC      |                                                                         |
|      | Giancarlo Pajetta                  | 17. Juli 1979      | 23. Juli 1984      | PCI    | KOM      |                                                                         |
|      | Marco Pannella                     | 17. Juli 1979      | 23. Juli 1984      | PR     | CDI      |                                                                         |
|      | Giovanni Papapietro                | 17. Juli 1979      | 23. Juli 1984      | PCI    | KOM      |                                                                         |
|      | Mario Pedini                       | 17. Juli 1979      | 23. Juli 1984      | DC     | EVP      |                                                                         |
|      | Jiri Pelikan                       | 17. Juli 1979      | 23. Juli 1984      | PSI    | SOC      |                                                                         |
|      | Francesco Petronio                 | 17. Juli 1979      | 23. Juli 1984      | MSI    | NI       |                                                                         |
|      | Flaminio Piccoli                   | 17. Juli 1979      | 23. Juli 1984      | DC     | EVP      |                                                                         |
|      | Sergio Pininfarina                 | 17. Juli 1979      | 23. Juli 1984      | PLI    | LD       |                                                                         |
|      | Ruggero Puletti                    | 17. Juli 1979      | 23. Juli 1984      | PSDI   | SOC      |                                                                         |
|      | Carlo Ripa di Meana                | 17. Juli 1979      | 23. Juli 1984      | PSI    | SOC      |                                                                         |
|      | Pino Romualdi                      | 17. Juli 1979      | 23. Juli 1984      | MSI    | NI       |                                                                         |
|      | Giorgio Ruffolo                    | 17. Juli 1979      | 3. Oktober 1983    | PSI    | SOC      | Nachrücker: Gaetano Cingari                                             |
|      | Mariano Rumor                      | 17. Juli 1979      | 23. Juli 1984      | DC     | EVP      |                                                                         |
|      | Mario Sassano                      | 17. Juli 1979      | 16. Januar 1984    | DC     | EVP      | Nachrücker: Francesco Cosentino                                         |
|      | Leonardo Sciascia                  | 17. Juli 1979      | 24. September 1979 | PR     | CDI      | Nachrücker: Maria Antonietta Macciocchi                                 |
|      | Sergio Camillo Segre               | 17. Juli 1979      | 23. Juli 1984      | PCI    | KOM      |                                                                         |
|      | Altiero Spinelli                   | 17. Juli 1979      | 23. Juli 1984      | Unabh. | KOM      | Über die Liste der PCI gewählt                                          |
|      | Vera Squarcialupi                  | 17. Juli 1979      | 23. Juli 1984      | Unabh. | KOM      | Über die Liste der PCI gewählt                                          |
|      | Carlo Stella                       | 5. Januar 1982     | 23. Juli 1984      | DC     | EVP      | Nachgerückt für Benigno Zaccagnini                                      |
|      | Giorgio Strehler                   | 26. September 1983 | 23. Juli 1984      | PSI    | SOC      | Nachgerückt für Bettino Craxi                                           |
|      | Giovanni Travaglini                | 17. Juli 1979      | 23. Juli 1984      | DC     | EVP      |                                                                         |
|      | Protogene Veronesi                 | 26. Juli 1979      | 23. Juli 1984      | PCI    | KOM      | Nachgerückt für Leonilde Iotti                                          |
|      | Bruno Visentini                    | 17. Juli 1979      | 23. September 1983 | PRI    | LD       | Nachrücker: Mario Di Bartolomei                                         |
|      | Giuseppe Vitale                    | 24. Juni 1980      | 23. Juli 1984      | PCI    | KOM      | Nachgerückt für Giorgio Amendola                                        |
|      | Benigno Zaccagnini                 | 17. Juli 1979      | 5. Januar 1982     | DC     | EVP      | Nachrücker: Carlo Stella                                                |
|      | Mario Zagari                       | 17. Juli 1979      | 23. Juli 1984      | PSI    | SOC      |                                                                         |
|      | Ortensio Zecchino                  | 17. Juli 1979      | 23. Juli 1984      | DC     | EVP      |                                                                         |